# ميوبو

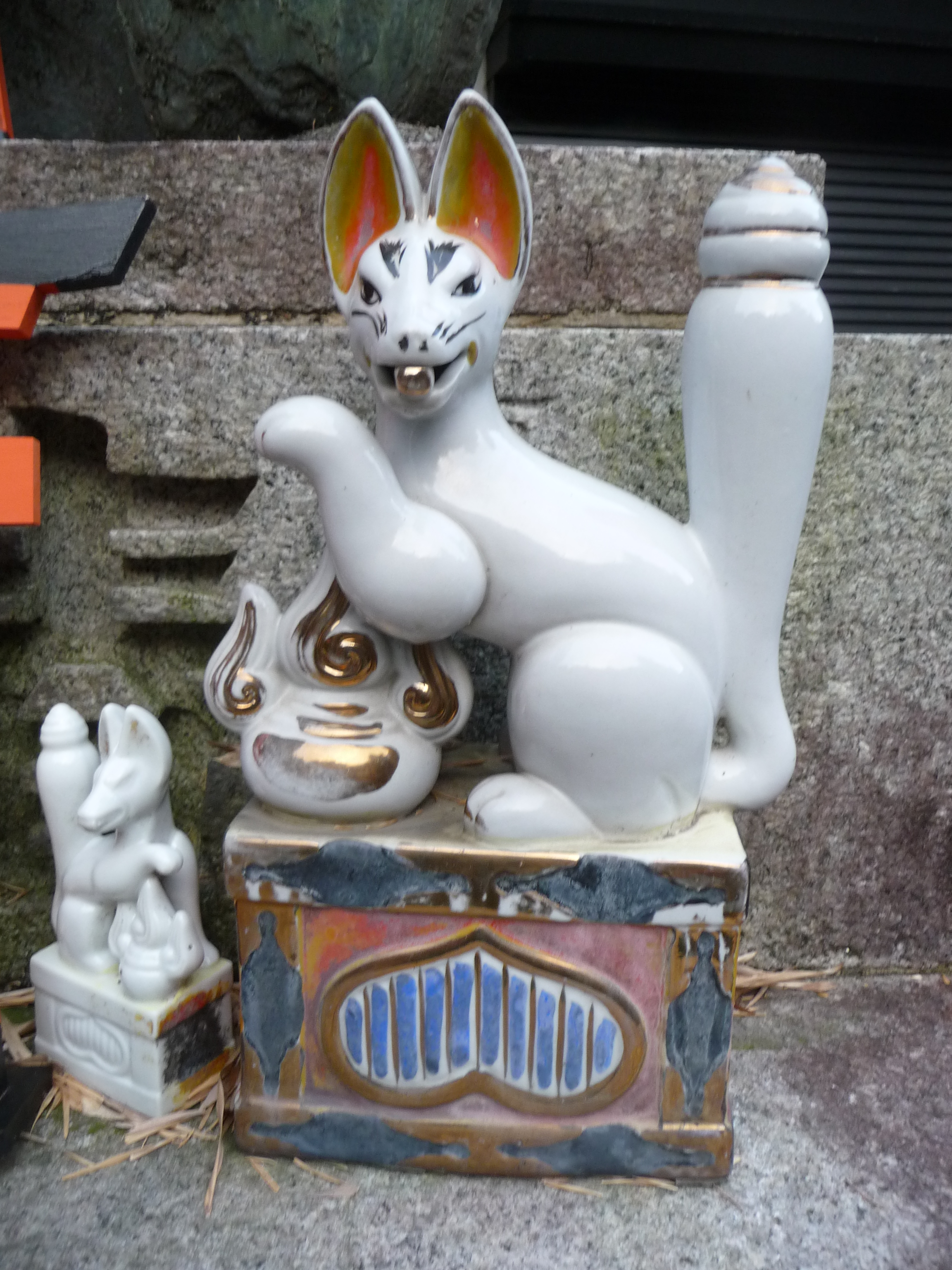
تمثال صغير لميوبو مع الجوهرة التي تحقق الرغبات الموضوعة على طرف ذيل الثعلب. شوهدت كرة من النار تحت مخلب الثعلب المرتفع.

ميوبو (باليابانية: 命婦)، (بالإنجليزية: Myōbu)‏، هو اللقب الذي كان يُمنح للسيدات من المرتبة الخامسة في البلاط الإمبراطوري أو النبلاء من الدرجة المتوسطة. في كتاب الوسادة، كان اسم (السيدة ميوبو) أيضًا اسم قطة أليفة تنتمي إلى الإمبراطورة ساداكو، التي خدمها المؤلف سي شوناغون. ويستخدم مصطلح ميوبو أيضا لوصف الثعالب الرسل التابعين لإيناري أوكامي والأضرحة الفرعية التي يعبدون فيها.